# Eristoff
Eristoff Vodka is een wodka die afkomstig is uit Georgië en voor het eerst werd gemaakt voor prins Eristov in 1806. Deze wodka wordt van 100% granen gemaakt, en drie maal gedistilleerd en gefilterd, een techniek die voor het eerst in het Rusland van de 18e eeuw werd toegepast.
Het logo van Eristoff - een huilende wolf bij een opgaande maan - is gebaseerd op de Perzische naam voor Georgië, Virshan, wat zoveel betekent als "land van de wolf". Tegenwoordig leeft de wolf nog steeds in Georgië, dit dier was gedurende honderden jaren een deel van de Georgische cultuur en folklore.
De belvormige Eristoff-flessen zijn bedrukt met de kroon van de Russische tsaren en onderaan op de fles staat in het Russisch "Origineel recept van vorst Eristov sinds 1806" in cyrillisch schrift.
Eristoff is tegenwoordig eigendom van de Bacardi Group.

## Smaken
- Eristoff Original: premium 100% graanwodka (37.5% en 50% alcohol beschikbaar)
- Eristoff Red: premium wodka op smaak gebracht met sleedoornbessen (Domi wodka) (20% alcohol)
- Eristoff Lime: premium wodka met limoensmaak (20% alcohol)
- Eristoff Black: premium wodka op smaak gebracht met braambessen (=wilde bessen) (20% alcohol)
- Eristoff Gold: premium wodka met karamelsmaak (20% alcohol)
- Eristoff Blood Orange: premium wodka met bloedsinaasappel smaak (20% alcohol)
- Eristoff Green Apple: premium wodka met groeneappelsmaak (20% alcohol)
- Eristoff Vegas: premium wodka met guaraná en gember (20% alcohol)
- Eristoff Blue: premium wodka met frambozen- en ananassmaak (5% alchohol)